# المركز الوطني للأرصاد الجوية
المركز الوطني للأرصاد الجوية (ويعرف اختصارًا بـ"LNMC") هو مركز حكومي ليبي وهي الجهة المعنية محليًا بإصدار التنبؤات الجوية على المديين الطويل والقصير، وإدارة وصيانة محطات الرصد، وتلقيح السحب، وإجراء الدراسات المناخية والبيئية.